# Anthopleura sola
Anthopleura sola is een zeeanemonensoort uit de familie Actiniidae.
Anthopleura sola is voor het eerst wetenschappelijk beschreven door Pearse & Francis in 2000.